# 藤原広敏
藤原 広敏（ふじわら の ひろとし）は、平安時代初期の貴族。藤原京家、従三位・藤原継彦の子。官位は従四位上・大宰大弐。

## 経歴
大同5年（810年）薬子の変の直後に従五位下に叙爵され、弘仁3年（812年）備中守に任ぜられる。弘仁13年（822年）従五位上、天長元年（824年）正五位下、天長2年（825年）従四位下と嵯峨朝末から淳和朝初頭にかけて急速に昇進する。
仁明朝では大宰大弐を務め、承和元年（834年）慶雲が筑前国那珂郡に出現したとの奏状を提出し、承和3年（836年）には遣唐使船（遣唐大使は藤原常嗣）が渡唐に失敗して漂流し肥前国に引き返したことから、遣唐使人員の大宰府施設への収容、遣唐使船の修繕、未だ肥前に戻ってきていない一部遣唐使船の漂着に備えた値嘉島への監視人員の配置を朝廷から命ぜられている。またこの間の承和2年（835年）従四位上に昇叙された。
承和4年（837年）5月28日卒去。最終官位は大宰大弐従四位上。

## 官歴
『六国史』による。
- 時期不詳：正六位上
- 大同5年（810年） 9月10日：従五位下
- 弘仁3年（812年） 正月12日：備中守
- 弘仁13年（822年） 10月1日：従五位上
- 天長元年（824年） 12月27日：正五位下
- 天長2年（825年） 正月4日：従四位下
- 承和元年（834年） 正月16日：見大宰大弐
- 承和2年（835年） 正月7日：従四位上
- 承和4年（837年） 5月28日：卒去（大宰大弐従四位上）

## 系譜
『尊卑分脈』による。
- 父：藤原継彦
- 母：不詳
- 生母不詳の子女
  - 男子：藤原興嗣